# Ивановка (Кубрякский сельский совет)
Ивановка (укр. Іванівка) — село в Веселиновском районе Николаевской области Украины.
Население по переписи 2001 года составляло 272 человек. Почтовый индекс — 329326. Телефонный код — 5163. Занимает площадь 1,621 км².

## История
В 1945 г. Указом Президиума ВС УССР село Иоганенсталь переименовано в Ивановку
Основано в 1850 году. 

## Местный совет
57070, Николаевская обл., Веселиновский р-н, с. Кубряки